# أنغون
بلدية أنغون (بالإسبانية: Angón) هي بلدية تقع في مقاطعة غوادالاخارا التابعة لمنطقة كاستيا لا مانتشا وسط إسبانيا.

## الديموغرافيا
بلغ عدد سكان بلدية أنغون 20 نسمة عام 2011 (وفقاً للمعهد الوطني الإسباني للإحصاء).
| 43 | 47 | 39 | 33 | 29 | 24 | 20 |